# Sexualité dans l'espace
 (décembre 2016).

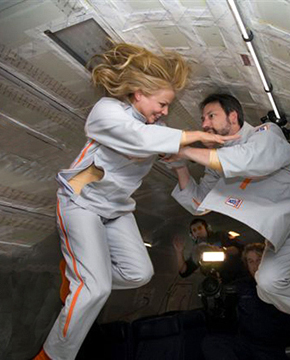
2 astronautes dans une station spatiale

Des études traitant des rapports sexuels dans l'espace ont commencé à être menées dans le contexte du développement des missions spatiales de longue durée. Ce sujet de recherche demeure tabou pour les organisations spatiales, alors que de nombreux chercheurs tentent d'encourager les discussions afin d'assurer la santé reproductive des astronautes.

## Historique
À la suite du succès de la conquête de la Lune en 1969, les responsables de la NASA réfléchirent à une possible mission habitée sur Mars. Cette dernière durerait plusieurs mois, contrairement aux mission lunaires, soulevant ainsi de nouvelles problématiques, dont notamment celle de la sexualité dans l'espace. En effet, une mission sur Mars pourrait durer entre 700 et 850 jours, tandis que la mission Apollo 11 avait duré 8 jours. Lors des premières missions spatiales, la quasi-intégralité des équipages était composée d'hommes, et même si la présence de la première femme dans l'espace remonte au 16 juin 1963, soit deux ans après le tout premier vol dans l'espace de Youri Gagarine le 12 avril 1961, il fallut attendre le 19 août 1982 pour revoir une femme dans l'espace. La première américaine dans l'espace s'envola le 18 juin 1983, soit 22 ans après le premier américain. La raison à cette situation fut attribuée au fait que l'administration Eisenhower aux États-Unis ait demandé que les pilotes d'essai militaires soient les premiers à tenter ces premières missions, en raison de leurs compétences en matière de tests de nouveaux modèles d'avions, et du danger inhérent qu'elles comportaient. Toutefois, le recrutement de femmes avait été envisagé dès 1960. Les missions spatiales s'effectuant dans des conditions difficiles, les astronautes sont en général choisis dans une tranche d'âge restreinte, entre 30 et 40 ans. Ces deux paramètres (durée du voyage et jeunesse de l'équipage), ainsi que le progrès en ce qui concerne le taux de femmes dans l'espace rendent ainsi pertinente la réflexion sur les relations sexuelles pendant les missions spatiales.

## Éventualité des actes sexuels
La contrainte majeure empêchant les actes sexuels dans l'espace est le manque d'intimité qui découle du cadre de vie, peu propice à ces pratiques. Leroy Chiao déclare que les services de la NASA savent tout ce qui se passe dans une station et si des relations sexuelles s’étaient produites, cela se serait su.
Il n'y a pas de sources fiables prouvant que ce type d'actes se soit déjà produit, même s'il existe de nombreux canulars ou rumeurs.
En février 2000, Pierre Kohler, spécialiste français réputé de l'espace, cite une note secrète de la NASA étudiant la sexualité des hamsters en impesanteur et conclurait que seules quatre positions sexuelles seraient possibles. Le Guardian reprend de suite les affirmations de Kohler, avant de démentir cette information en 2007, la note de la NASA se révélant fausse. Le journal estime que Pierre Kohler s’est fait piéger par un plaisantin sur Internet.

## Couples dans l’espace
Un seul couple marié, Jan Davis et Mark Lee, fut envoyé dans la même mission, mais aucun rapport sexuel attesté n'eut lieu durant ce voyage.
Les astronautes William Oefelein et Lisa Nowak n'eurent également pas de rapport sexuel lors de leur mission spatiale commune. Lisa est cependant éprise de William : le 5 février 2007, elle fut arrêtée par la police après avoir agressé une femme officier de l'US Air Force qu'elle soupçonnait d'entretenir une relation avec William Oefelein, à l'aéroport d'Orlando, en Floride. Cet incident obligea la NASA à l'exclure du planning des vols et à revoir l'évaluation psychologique de l'ensemble de ses astronautes. Finalement, le 8 mars 2007, l'agence prit la décision de la licencier. William Oefelein fut quant à lui licencié en juin 2007.
Le premier mariage dans l'espace eut lieu le 10 août 2003 entre le commandant de la Station spatiale internationale, Iouri Malentchenko, un cosmonaute russe, et Ekaterina Dmitriev, citoyenne américaine, texane d'origine russe. Une loi spécifique au Texas permet à une personne de se marier si l'une des parties est dans l'État et si l'autre est joignable par vidéo. Ni l'agence spatiale russe, ni la NASA n'étaient enthousiastes au sujet de ce mariage. En Russie, Iouri Malentchenko, en tant que colonel dans l'armée de l'air, son accréditation « confidentiel défense » est remise en question par un mariage avec une étrangère et pour la NASA en raison de l'utilisation des ressources de l'ISS. Ils durent se remarier quand ils revinrent à Moscou, car le mariage n'a pas été reconnu comme valide par les Russes.

## Contraintes biologiques
Dans l'espace, la circulation du sang est plus difficile dans les extrémités, ce qui pourrait avoir tendance à diminuer la qualité des érections. Des chercheurs italiens de l'Italian National Research Centers on Aging, ont trouvé que les niveaux de la testostérone sont temporairement diminués chez les astronautes masculins par l'exposition à l'espace, avec une diminution concomitante de la pulsion sexuelle ou libido.
Le personnel médical de la NASA n'est pas sûr de savoir comment la microgravité a une incidence sur les règles. En attendant des réponses claires, les astronautes féminines prennent une contraception orale pour éviter des règles pendant les missions.

## Dans la culture populaire
L'auteur de science-fiction et futurologue Isaac Asimov, dans un article de 1973 intitulé Sex in a Spaceship (Le sexe dans un vaisseau spatial), s'est penché sur ce que serait la sexualité en apesanteur, anticipant certains des bienfaits de la sexualité dans un environnement de microgravité.
Le 23 juillet 2006, une table ronde sur le sexe dans l'espace a été organisée lors de la conférence annuelle de la Space Frontier Foundation. Les intervenants étaient la journaliste scientifique et auteure Laura Woodmansee, qui a présenté son livre Sex in Space ; Jim Logan, premier diplômé d'un nouveau programme de résidence en médecine aérospatiale à être embauché par le Johnson Space Center de la NASA à Houston ; et Vanna Bonta, poète, romancière et actrice américaine qui a récemment volé en apesanteur et qui a accepté une interview pour le livre de Woodmansee. Les orateurs ont abordé « les questions biologiques, émotionnelles et physiques auxquelles seront confrontées les personnes qui quitteront la Terre pour l'environnement spatial. » Le journaliste scientifique de la NBC Alan Boyle a fait un reportage sur ces débats, ouvrant ainsi un débat sur un sujet jusqu'alors vu comme tabou.
Sex in Space était le titre d'un épisode de la série télévisée documentaire The Universe de la chaîne History Channel en 2008. L'émission, diffusée dans le monde entier, a été doublée en plusieurs langues, ce qui a permis de lancer un véritable dialogue sur un sujet jusqu'alors tabou. Le sexe dans l'espace est devenu un sujet important concernant la survie à long terme de l'espèce humaine et l'exploration spatiale,,.